# ユニバーサルモンスターズフィギュアコレクション
ユニバーサルモンスターズフィギュアコレクションは、やのまんから発売されていたフィギュア玩具シリーズ。

## 概要
アメリカの映画会社ユニバーサル・ピクチャーズが1920〜50年代に製作したユニバーサル・モンスターズに登場するモンスターたちをフィギュア化したもの。
2001年11月29日発売。定価は380円（税抜き）で、パッケージはブラインド式であった。

## ラインナップ
全8種類。
1. フランケンシュタインの花嫁
2. ドラキュラ
3. フランケンシュタイン
4. ミイラ男
5. メタルーナミュータント
6. オペラ座の怪人
7. 半魚人
8. 狼男

全種とも、フルカラーバージョンと、公開当時の画面を意識したシルバースクリーンバージョンが存在する。
またメタルーナミュータントのみ、シークレットアイテムとして蓄光版も存在した。